# Prawo budowlane (ustawa)
Ustawa z dnia 7 lipca 1994 r. Prawo budowlane – najważniejsza polska ustawa z zakresu projektowania, budowy, nadzoru, utrzymania i rozbiórki obiektów budowlanych oraz zasad działania organów administracji publicznej w tym zakresie.

## Zakres ustawy
Ustawa reguluje także sprawy związane z:
- ochroną środowiska podczas działań związanych z wykonywaniem rozbiórek, wznoszenia nowych obiektów i ich utrzymania
- miejscem realizacji inwestycji i sposobem uzyskiwania pozwolenia na budowę oraz rozbiórkę, a także określeniem rodzajów robót budowlanych i budów niewymagających pozwolenia na budowę
- oddawania obiektów budowlanych do użytkowania
- prowadzeniem działalności zawodowej osób związanych z budownictwem (uprawnień do wykonywania samodzielnych funkcji w budownictwie, tzw. uprawnienia budowlane) i ich odpowiedzialnością karną i zawodową
- prawami i obowiązkami uczestników procesu budowlanego
- postępowaniem w wypadku katastrofy budowlanej.

## Zawartość ustawy
Ustawa prawo budowlane składa się z 11 rozdziałów:
- Rozdział 1: Przepisy ogólne
- Rozdział 2: Samodzielne funkcje techniczne w budownictwie
- Rozdział 3: Prawa i obowiązki uczestników procesu budowlanego
- Rozdział 4: Postępowanie poprzedzające rozpoczęcie robót budowlanych
- Rozdział 5: Budowa i oddawanie do użytku obiektów budowlanych
- Rozdział 6: Utrzymanie obiektów budowlanych
- Rozdział 7: Katastrofa budowlana
- Rozdział 8: Organy administracji architektoniczno-budowlanej i nadzoru budowlanego
- Rozdział 9: Przepisy karne
- Rozdział 10: Odpowiedzialność zawodowa w budownictwie
- Rozdział 11: Przepisy przejściowe i końcowe.

Ustawa była zmieniana wielokrotnie.

## Poprzednie przepisy
Wcześniejsze przepisy regulujące kwestie zawarte w Prawie budowlanym były w czasach II RP i na początku PRL-u w rozporządzeniu Prezydenta Rzeczypospolitej z dnia 16 lutego 1928 r. o prawie budowlanem i zabudowaniu osiedli, a następnie w ustawach Prawo budowlane z 31 stycznia 1961 r. i z 24 października 1974 r.